# Alexander Arms
Alexander Arms is een Amerikaanse vuurwapenmaker gevestigd in de staat Virginia.
Alexander Arms werd opgericht door Bill Alexander, een Brit die voorheen wapens, patronen en bepantsering ontwierp voor het Britse leger.
Hij ontwikkelde de .50 Beowulf-patroon (12,7 × 43 mm Rb) en bouwde ook een hiervoor aangepast AR-15-aanvalsgeweer.
Deze .50-patroon is een krachtige patroon, opgewassen tegen kogelvrije vesten, die past in standaard oorlogswapens.
Alexander Arms werkte met Competition Shooting Sports ook mee aan de 6,5 mm Grendel-patroon (6,5 × 39 mm) en ook hiervoor werd een versie van de AR-15 gemaakt.
De Grendel-patroon is ontworpen voor een geringe terugslag, hoge precisie en grote afstand.